# IC 1738
IC 1738 је спирална галаксија у сазвјежђу Кит која се налази на листи објеката дубоког неба у Индекс каталогу.
Деклинација објекта је - 9° 47' 35" а ректасцензија 1h 51m 7,7s. Привидна величина (магнитуда) објекта IC 1738 износи 14,5 а фотографска магнитуда 15,3. IC 1738 је још познат и под ознакама MCG -2-5-61, PGC 6832.